# Acacia cambagei
Acacia cambagei — вид квіткових рослин з родини бобових. Ареал: Австралія (Новий Південний Уельс, Північна територія, Квінсленд, Південна Австралія).
Зустрічається в основному в напівпосушливому та посушливому Квінсленді, але поширюється на Північну територію, Південну Австралію та північно-західний Новий Південний Уельс. Він може досягати до 12 метрів у висоту і може утворювати великі відкриті лісові спільноти. Листя, кора та підстилка A. cambagei виробляють характерний запах, який віддалено нагадує запах вареної капусти, газу чи стічних вод, що пояснює загальну назву «смердючий гіджі».
Обмежуючись регіонами з річною кількістю опадів від 550 до 200 мм, A. cambagei зустрічається в основному на рівнинній і м’яко хвилястій місцевості на важких і відносно родючих глинистих і суглинистих ґрунтах у східній частині ареалу, і часто утворює змішані спільноти з бригалоу, які сприяють тим самим типам ґрунтів. У більш посушливих регіонах вид зустрічається переважно на червоноземах і суглинках у більш вологих западинах і низьких рельєфах.